# Ronnie Båthman
Ronnie Båthman (Köping, 24 april 1959) is een Zweeds voormalig tennisser.

## Carrière
Båthman was zowel in het enkelspel als in het dubbelspel actief maar had het meeste succes in het dubbelspel. Hij won drie ATP-titels en stond daarnaast nog viermaal in de finale. Hij haalde in 1989 de halve finale op Roland Garros en in 1991 de kwartfinale op de US Open in het dubbelspel. Hij sloot zijn carrière af in 1994.

## Palmares
| Legenda                       | Legenda               |
| ----------------------------- | --------------------- |
| Grand Slam                    |                       |
| Olympische Spelen             |                       |
| tot 2009                      | vanaf 2009            |
| Tennis Masters Cup            | ATP Finals            |
| ATP Masters Series            | ATP Tour Masters 1000 |
| ATP International Series Gold | ATP Tour 500          |
| ATP International Series      | ATP Tour 250          |

### Dubbelspel
| Nr.                          | Datum             | Toernooi          | Ondergrond    | Partner         | Tegenstanders in finale           | Score         | Details |
| ---------------------------- | ----------------- | ----------------- | ------------- | --------------- | --------------------------------- | ------------- | ------- |
| Gewonnen finales herendubbel |                   |                   |               |                 |                                   |               |         |
| 1.                           | 15 juli 1990      | ATP Båstad        | Gravel        | Rikard Bergh    | Jan Gunnarsson Udo Riglewski      | 6-1, 6-4      | details |
| 2.                           | 14 juli 1991      | ATP Båstad        | Gravel        | Rikard Bergh    | Magnus Gustafsson Anders Järryd   | 6-4, 6-4      | details |
| 3.                           | 25 oktober 1992   | ATP Wenen         | Tapijt        | Anders Järryd   | Kent Kinnear Udo Riglewski        | 6-3, 7-5      | details |
| Verloren finales herendubbel |                   |                   |               |                 |                                   |               |         |
| 1.                           | 15 oktober 1990   | ATP Tel Aviv      | Hardcourt     | Rikard Bergh    | Nduka Odizor Christo van Rensburg | 3-6, 4-6      | details |
| 2.                           | 10 februari 1991  | ATP San Francisco | Hardcourt (i) | Rikard Bergh    | Wally Masur Jason Stoltenberg     | 6-4, 6-7, 4-6 | details |
| 3.                           | 10 november 1991  | ATP Birmingham    | Tapijt        | Rikard Bergh    | Jacco Eltingh Paul Wekesa         | 5-7, 5-7      | details |
| 4.                           | 20 september 1992 | ATP Keulen        | Gravel        | Libor Pimek     | Horacio de la Peña Gustavo Luza   | 7-6, 0-6, 2-6 | details |
| Gewonnen challengers         |                   |                   |               |                 |                                   |               |         |
| 1.                           | 8 februari 1987   | São Paulo         | Gravel        | Carlos Di Laura | Cesar Kist Joao Soares            | 6-4, 6-4      |         |
| 2.                           | 22 oktober 1989   | Cherbourg         | Hardcourt     | Andrew Castle   | Olli Rahnasto Johan Vekemans      | 6-2, 6-3      |         |

## Resultaten grote toernooien
| Legenda | Legenda                          |
| ------- | -------------------------------- |
| g.t.    | geen toernooi gehouden           |
| l.c.    | lagere categorie                 |
| –       | niet deelgenomen                 |
| G       | uitgeschakeld in de groepsfase   |
| 1R      | uitgeschakeld in de eerste ronde |
| 2R      | uitgeschakeld in de tweede ronde |
| 3R      | uitgeschakeld in de derde ronde  |
| 4R      | uitgeschakeld in de vierde ronde |
| KF      | uitgeschakeld in de kwartfinale  |
| HF      | uitgeschakeld in de halve finale |
| F       | de finale verloren               |
| W       | het toernooi gewonnen            |
| w-v     | winst/verlies-balans             |

### Enkelspel
| grandslamtoernooien |    |   |   |    |   |    |    |
| Australian Open     | 2R | – | – | –  | – | –  | –  |
| Roland Garros       | –  | – | – | 1R | – | –  | –  |
| Wimbledon           | –  | – | – | –  | – | 2R | 1R |
| US Open             | –  | – | – | –  | – | –  | –  |

### Dubbelspel
| toernooi            | 1984 | 1985 | 1986 | 1987 | 1988 | 1989 | 1990 | 1991 | 1992 | 1993 |
| ------------------- | ---- | ---- | ---- | ---- | ---- | ---- | ---- | ---- | ---- | ---- |
| grandslamtoernooien |      |      |      |      |      |      |      |      |      |      |
| Australian Open     | 1R   | –    | –    | –    | –    | –    | 1R   | –    | 3R   | 1R   |
| Roland Garros       | –    | 2R   | –    | 1R   | –    | HF   | 1R   | 1R   | 1R   | –    |
| Wimbledon           | –    | –    | 1R   | 1R   | –    | 1R   | 1R   | 1R   | 2R   | 1R   |
| US Open             | –    | –    | –    | –    | –    | 1R   | –    | KF   | 3R   | 1R   |